# Institut für fluidtechnische Antriebe und Systeme

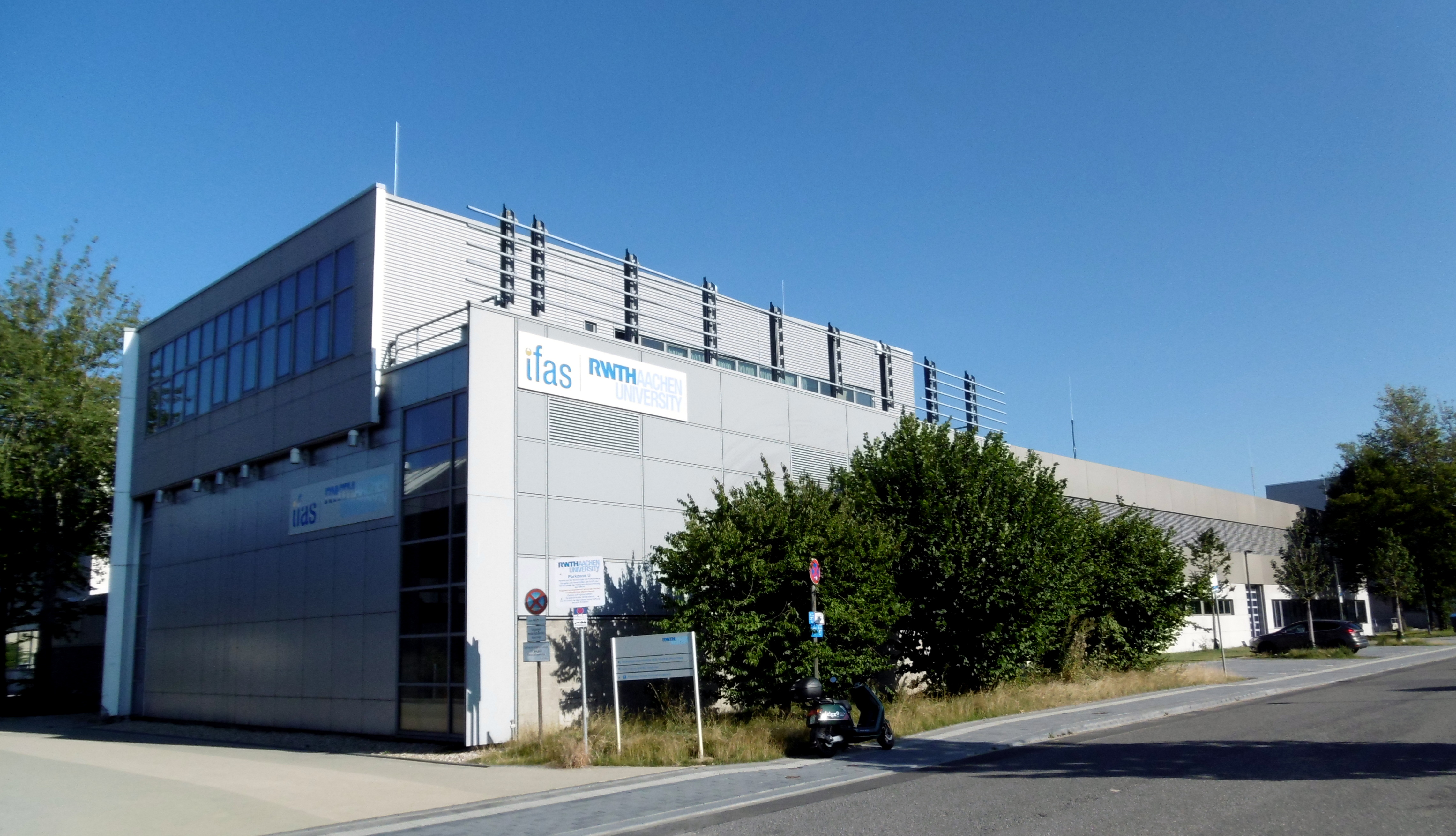
Außenansicht der Versuchshallen des ifas am Campus Melaten

Versuchshalle des ifas der RWTH Aachen

Das Institut für fluidtechnische Antriebe und Systeme (ifas), international Institute for Fluid Power Drives and Systems, ist ein Lehr- und Forschungsinstitut an der RWTH Aachen, welches sich  mit der Forschung und Lehre im Bereich der Fluidtechnik beschäftigt. Dabei umfasst die Forschung alle Anwendungsbereiche der Hydraulik und der Pneumatik, sowie angrenzende Disziplinen der  Informatik, Regelungstechnik, Elektrotechnik, Tribologie und Chemie.

## Geschichte
Das Institut wurde 1968 unter dem Namen „Institut für Hydraulik und Pneumatik“ (IHP) unter der Leitung von Wolfgang Backé gegründet. Im Jahr 1994 wurde das Institut im Zuge der Übernahme der Institutsleitung durch Hubertus Murrenhoff in „Institut für fluidtechnische Antriebe und Steuerungen (IFAS)“, international „Institute for Fluid Power Drives and Controls“ umbenannt. Im März 2018 wurde im Rahmen des 11. Internationalen Fluidtechnischen Kolloquiums in Aachen die Übergabe der Institutsleitung an Katharina Schmitz vollzogen. Damit einher ging die Umbenennung in Institut für fluidtechnische Antriebe und Systeme (ifas), international Institute for Fluid Power Drives and Systems.

## Organisation
Das Institut wird durch die Professorin Katharina Schmitz, den Oberingenieur Niklas Bauer und den wissenschaftlichen Direktor Olivier Reinertz geleitet. Die Zahl der wissenschaftlichen Mitarbeiter bewegt sich regelmäßig zwischen 25 und 30 angestellten Personen, die in Fachgruppen organisiert sind. Zudem wird das Institut von weiteren technisch-administrativen Mitarbeitern im Werkstatt- und IT-Bereich und etwa 50 studentischen Hilfskräften unterstützt. Für die Forschungs- und Entwicklungsarbeit verfügt das ifas über ein eigenes Versuchsfeld mit technischer Ausstattung. Die Lehrtätigkeit am Institut basiert auf diversen Lehr-Skripten.

## Aktivitäten und Partnerschaften
Das ifas organisiert, im Wechsel mit der Professur für fluid-mechatronische Systemtechnik der Technischen Universität Dresden, das Internationale Fluidtechnische Kolloquium (IFK). Das IFK findet im Zwei-Jahres-Turnus statt und zählt international zu den größten Fachkonferenzen der Fluidtechnik.
Das ifas ist Mitglied in der GFPS (Global Fluid Power Society).
Neben öffentlichen Forschungsaufträgen kooperiert das ifas außerdem mit Industrie-Unternehmen, darunter sind oder waren ABB, Ford, Audi, Bosch, Liebherr-Aerospace, Volvo CE und VW. Verschiedene Lehrveranstaltungen des Instituts werden außerdem von Dozenten aus dem industriellen Umfeld geleitet.

## Belege
1. ↑  Redaktion O+P Fluidtechnik: Nachfolge von Professor Murrenhoff am IFAS. Abgerufen am 12. Februar 2021 (deutsch).
2. ↑  Leitung - RWTH AACHEN UNIVERSITY Institut für fluidtechnische Antriebe und Systeme - Deutsch. Abgerufen am 11. April 2022.
3. ↑  Team - RWTH AACHEN UNIVERSITY Institut für fluidtechnische Antriebe und Systeme - Deutsch. Abgerufen am 12. Februar 2021.
4. ↑  Versuchsfeld - RWTH AACHEN UNIVERSITY Institut für fluidtechnische Antriebe und Systeme - Deutsch. Abgerufen am 12. Februar 2021.
5. ↑  Lehrveranstaltungen am ifas - RWTH AACHEN UNIVERSITY Institut für fluidtechnische Antriebe und Systeme - Deutsch. Abgerufen am 12. Februar 2021.
6. ↑  IFK History. In: IFK 2020 – Dresden. Abgerufen am 12. Februar 2021 (britisches Englisch).
7. ↑  Academic Institutions | gfpsweb.org. Abgerufen am 12. Februar 2021.
8. ↑  Fluidtechnik, Hydraulik und Pneumatik am IFAS RWTH Aachen. 16. Februar 2015, archiviert vom Original am 16. Februar 2015; abgerufen am 12. Februar 2021.  Info: Der Archivlink wurde automatisch eingesetzt und noch nicht geprüft. Bitte prüfe Original- und Archivlink gemäß Anleitung und entferne dann diesen Hinweis.

Koordinaten: 50° 47′ 0,3″ N, 6° 2′ 50,9″ O